# Arrested Development (gruppo musicale)
Gli Arrested Development sono un gruppo hip hop statunitense di Atlanta fondato alla fine degli anni 1980 dal rapper Speech, i cui genitori possiedono il "Milwaukee Community Journal", giornale locale, e da DJ Headliner.

## Storia del gruppo
Gli Arrested Development realizzano il primo album 3 Years, 5 Months and 2 Days in the Life Of..., ovvero il tempo impiegato dalla band per trovare un contratto discografico. Grazie anche al singolo ‘'Tennessee'’ l'LP vende oltre quattro milioni di copie, successivamente pubblicano i singoli People Everyday e Mr. Wendal.
Nel 1992  arrivano a vendere 5 milioni di copie e a vincere 2 Grammy Awards nel 1993 per Best Rap Album e Best New Artist. La Rivista Rolling Stone li consacra Band Of The Year.
Nel 1994 esce Zingalamaduni, (parola della lingua Swahili che significa "l'alveare della cultura"), poi lo scioglimento del gruppo nel 1996.
Successivamente escono 2 Greatest Hits, e nel 2004 il gruppo torna a riunirsi per il singolo Honeymoon Day che è di lancio all'ultimo album Among the Trees.
L'ultimo album del gruppo, successivo al ritorno del 2004 Among The Trees, viene intitolato Since The Last Time, e viene commercializzato al di fuori degli Stati Uniti il 18 settembre 2006.

## Discografia

### Album in studio
- 1992 – 3 Years, 5 Months and 2 Days in the Life Of...
- 1994 – Zingalamaduni
- 2000 – Da Feelin' (EP)
- 2002 – Classic Masters
- 2002 – Heroes of the Harvest
- 2003 – Extended Revolution
- 2004 – Among the Trees
- 2006 – Since The Last Time
- 2010 – Strong
- 2012 – Standing At The Crossroads
- 2016 – Changing The Narrative
- 2016 – This Was Never Home

### Raccolte
- 1998 – The Best Of Arrested Development
- 2002 – Greatest Hits

### Album dal vivo
- 1993 – Unplugged, primo LP acustico della storia del Rap, registrato negli studi di MTV, riproposto nel 2002 dalla Emi, in versione DVD

### Singoli
- 1992 – Tennessee
- 1992 – People Everyday
- 1992 – Mr. Wendal
- 1992 – Revolution
- 1993 – Natural
- 1993 – Mama's Always On Stage
- 1994 – United Front
- 1994 – Ease My Mind
- 1994 – Africa's Inside Me
- 2000 – If Dey Ask
- 2000 – Hit The Road Jack
- 2004 – Honeymoon Day
- 2005 – A Lotta Things To Do
- 2006 – Down & Dirty (Clap Your Hands)
- 2006 – Miracles
- 2010 – The World Is Changing
- 2011 – Living
- 2016 – Up
- 2016 – I Don't See You At The Club